# Paradise (Mahaica-Berbice)
Paradise es una localidad de Guyana en la región Mahaica-Berbice. 

## Demografía
Según censo de población 2002 contaba con 848 habitantes.La estimación 2010 refiere a 878 habitantes.
Población económicamente activa
| Dato      | Funcionarios | Profesionales y técnicos | Clero | Comercio y Servicios | Act. agrícolas | Act. industriales | Ocup. elementales | S/D | Total |
| --------- | ------------ | ------------------------ | ----- | -------------------- | -------------- | ----------------- | ----------------- | --- | ----- |
| Población | 1            | 11                       | 2     | 96                   | 10             | 15                | 33                | 336 | 484   |